# Zagorka Golubović
Zagorka Golubović (Debrc, 8 de março de 1930 – Belgrado, 13 de março de 2019) foi uma filósofa, antropóloga e socióloga sérvia.
Golubović estava entre o grupo de oito professores universitários, membros da Escola Praxis (Mihailo Marković, Ljubomir Tadić, Svetozar Stojanović, Miladin Životić, Dragoljub Mićunović, Nebojša Popov e Trivo Inđić), que foram expulsos da faculdade de filosofia na Universidade de Belgrado em janeiro de 1975 com base numa decisão da Assembleia Popular do República Socialista da Sérvia.
Ela foi membro do conselho consultivo e colaboradora do antigo jornal regional de esquerda da Iugoslávia Novi Plamen desde 2007. Ela morreu após uma longa doença aos 89 anos em 13 de março de 2019.